# Bezzia rufifacies
Bezzia rufifacies är en tvåvingeart som beskrevs av Maurice Emile Marie Goetghebuer 1932. Bezzia rufifacies ingår i släktet Bezzia och familjen svidknott. Inga underarter finns listade i Catalogue of Life.